# 4709 Ennomos
4709 Ennomos este un asteroid descoperit pe 12 octombrie 1988 de Carolyn Shoemaker.